# Schrot und Korn
Der Ausdruck Schrot und Korn ist ein Begriff aus der Numismatik.
Der Begriff Schrot steht für das Gesamt- oder Raugewicht einer edelmetallhaltigen Münze, einschließlich der nicht edelmetallischen Anteile, und Korn für das Edelmetall- oder Feingewicht der Münze, das früher für den Münzwert bedeutend war.
Etwa bis zum Ersten Weltkrieg entsprach der Edelmetallgehalt zumindest in der Theorie dem aufgeprägten Wert der Münze (Kurantmünze). In der Praxis wurde jedoch schon früh versucht, den Edelmetallgehalt zu reduzieren und das so gewonnene Edelmetall anderweitig, etwa für die Prägung weiterer Münzen, zu verwenden (Scheidemünze, eine Münze, die „nicht ihr Material wert ist“). Die hierfür notwendigen Techniken wurden beispielsweise während der Kipper- und Wipperinflation (1618 bis 1623) entwickelt und angewendet. Sämtliche Münzpächter der Kippermünzstätten, die kurze Dauer ihrer Pacht voraussehend, beeilten sich, die größtmöglichen Vorteile aufs Schleunigste zu erlangen, ohne sich auch nur entfernt um Schrot und Korn ihrer Münzen zu kümmern.
„Von echtem (oder nach altem) Schrot und Korn“ ist also: „Das wert, was daraufsteht“.